# Troa (hija de Eácides I de Epiro)
Troa fue una princesa de los molosos, miembro de la dinastía de los Eácidas, que fueron reyes de Epiro desde la antigüedad. Su padre era Eácides, primo hermano de Alejandro Magno, y su madre Ftía II, que era originaria de Tesalia.
Quizás tomó su nombre de su abuela Troa. Era hermana de Pirro, conocido por su campaña en Italia (Guerras Pírricas), y de Deidamia, reina de Macedonia.